# Fabio Scherer
Fabio Luca Scherer (Engelberg, 13 giugno 1999) è un pilota automobilistico svizzero, vincitore della 24 Ore di Le Mans 2023 nella classe LMP2.

## Carriera

### Gli inizi in monoposto

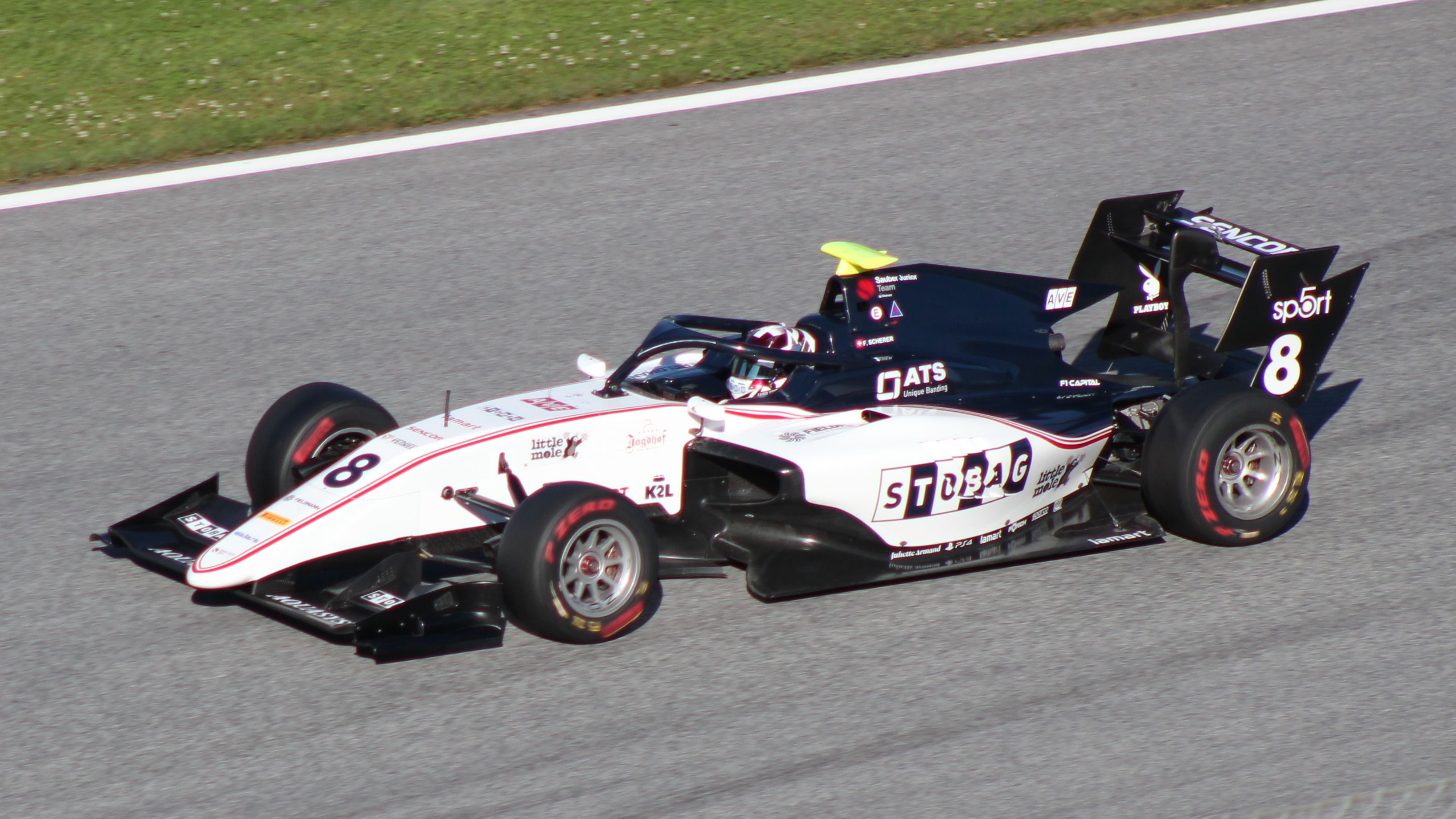
Fabio Scherer in Austria nella Formula 3

Nel 2016 Scherer esordisce in monoposto nella Formula 4 ADAC e in quella italiana con il team Jenzer Motorsport. Riesce a conquistare la sua prima vittoria in monoposto nella terza gara di Lausitz della serie tedesca. Nel febbraio del 2017 arriva la sua seconda vittoria in monoposto, nella Formula 4 degli Emirati Arabi Uniti sul Circuito di Yas Marina battendo Jonathan Aberdein e Logan Sargeant. Nel resto del anno ritorna nella serie tedesca dove conquista la sua terza ed ultima in monoposto, battendo Marcus Armstrong e Sophia Flörsch al Sachsenring.
Nel 2018 partecipa alla F3 europea con il team Motopark Academy. Lo svizzero riesce a conquistare un podio, arrivando secondo in gara due di Spa-Francorchamps dietro a Dan Ticktum. Chiude la stagione al quattordicesimo posto in classifica finale e chiude settimo in classifica Rookie. L'anno successivo passa alla Formula 3 con il team Sauber Junior Team by Charouz. Riesce ad arrivare a punti in tre occasioni e chiude al diciassettesimo posto.

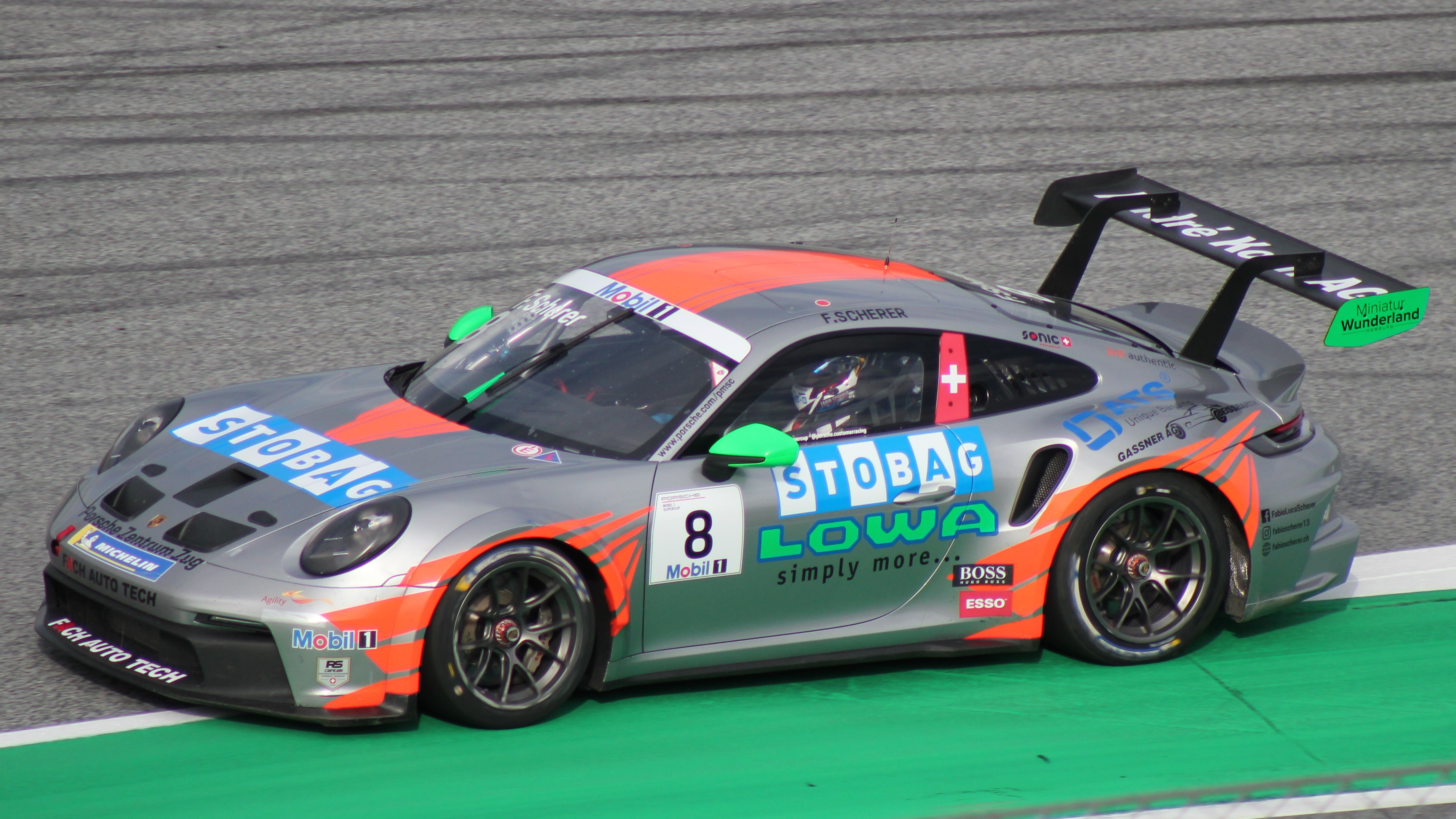
Fabio Scherer durante la Porsche Supercup 2021

### DTM e Porsche Supercup
Nel 2020 si unisce al team Audi Sport Team WRT per partecipare al DTM. Scherer riesce a finire in zona punti solo nelle due gare di Zolder. Chiude la stagione con venti punti al quindicesimo posto nella classifica piloti.
Nel 2021 partecipa a sette gare della Porsche Supercup come pilota ospite.

### Endurance
Nel 2021 viene ingaggiato dal team United Autosports USA, per correre insieme a Philip Hanson e Filipe Albuquerque il Campionato del mondo endurance nella classe LMP2. Scherer debutta nella 6 Ore di Spa-Francorchamps, subito il team ottiene ottimi risultati, conquistano la pole e poi la vittoria nella propria categoria. Lo svizzero e Albuquerque per colpa della positività al Covid-19, saltano la seconda gara in Portogallo, dove vengono sostituiti da Paul di Resta e Wayne Boyd. L'equipaggio originale si ricompone per la 6 ore di Monza, sul tracciato brianzolo conquistano la seconda vittoria e ultima. Nelle tre gare non riescono a salire più sul podio, Scherer termina quinto in classifica.

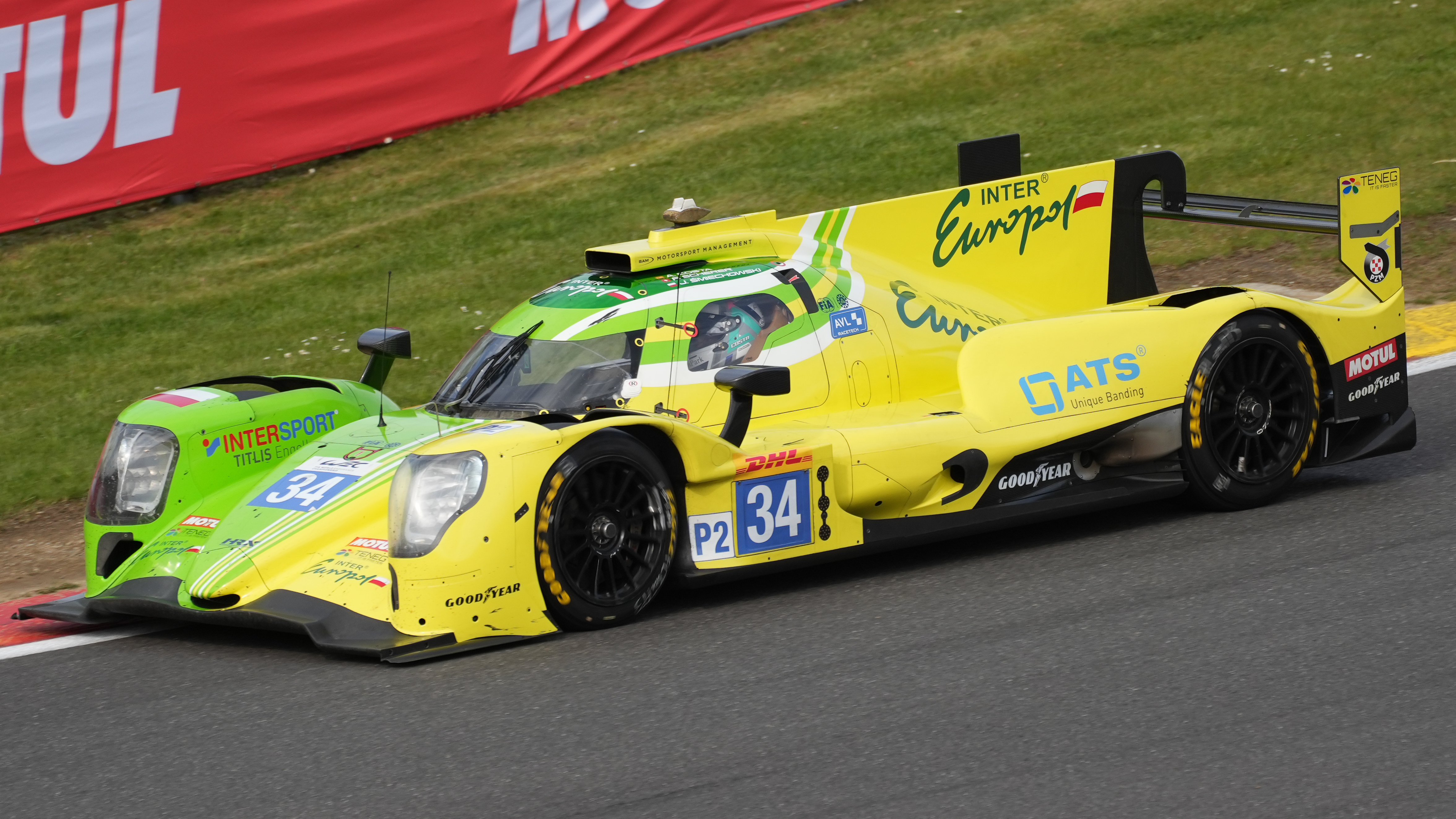
Fabio Scherer durante la 6 Ore di Spa-Francorchamps

Nel gennaio del 2022 viene ingaggiato dal team High Class Racing per correre nella classe LMP2 della 24 ore di Daytona. Lo svizzero si divide il sedile della Oreca 07 con Anders Fjordbach, Dennis Andersen e Nico Müller. Nel febbraio, il team Inter Europol Competition conferma Scherer insieme a Pietro Fittipaldi e David H. Hansson per la stagione 2022 della European Le Mans Series e per la 24 Ore di Le Mans 2022.
Per il 2023 viene confermato dal team Inter Europol Competition nel Campionato del mondo endurance in equipaggio con Albert Costa e Jakub Śmiechowski. Nel mondiale, dopo due podi nelle prime tre corse arriva la prestigiosa vittoria della 24 Ore di Le Mans nella classe LMP2.

## Risultati

### Riassunto della carriera
| Stagione | Serie                               | Team                          | Gare | Vittorie | Pole | G.V | Podio | Punti | Pos. |
| -------- | ----------------------------------- | ----------------------------- | ---- | -------- | ---- | --- | ----- | ----- | ---- |
| 2016     | Formula 4 ADAC                      | Jenzer Motorsport             | 24   | 1        | 0    | 0   | 1     | 26    | 17°  |
| 2016     | Formula 4 italiana                  | Jenzer Motorsport             | 9    | 0        | 0    | 0   | 0     | 3     | 29°  |
| 2016–17  | Formula 4 degli Emirati Arabi Uniti | Rasgaira Motorsports          | 8    | 1        | 0    | 0   | 2     | 83    | 8°   |
| 2017     | Formula 4 ADAC                      | US Racing                     | 21   | 1        | 0    | 3   | 6     | 154.5 | 5°   |
| 2018     | Formula 3 europea                   | Motopark                      | 30   | 0        | 1    | 2   | 1     | 64    | 14°  |
| 2019     | Formula 3                           | Sauber Junior Team by Charouz | 16   | 0        | 0    | 0   | 0     | 7     | 17°  |
| 2020     | DTM                                 | Audi Sport Team WRT           | 18   | 0        | 0    | 1   | 0     | 20    | 16°  |
| 2021     | WEC - LMP2                          | United Autosports USA         | 5    | 2        | 2    | 0   | 2     | 84    | 5°   |
| 2021     | 24 Ore di Le Mans - LMP2            | United Autosports USA         | 1    | 0        | 0    | 0   | 0     | N/A   | 18°  |
| 2021     | Porsche Supercup                    | Fach Auto Racing              | 7    | 0        | 0    | 0   | 0     | 0     | NC†  |
| 2022     | European Le Mans Series             | Inter Europol Competition     | 6    | 0        | 0    | 0   | 1     | 32    | 10°  |
| 2022     | WEC - LMP2                          | Inter Europol Competition     | 1    | 0        | 0    | 0   | 0     | 0     | 29°  |
| 2022     | 24 Ore di Le Mans - LMP2            | Inter Europol Competition     | 1    | 0        | 0    | 0   | 0     | N/A   | 14°  |
| 2022     | Campionato IMSA - LMP2              | High Class Racing             | 5    | 0        | 0    | 0   | 1     | 1225  | 10°  |
| 2022     | 24 ore di Daytona - LMP2            | High Class Racing             | 1    | 0        | 0    | 0   | 0     | N/A   | 9°   |
| 2023     | WEC - LMP2                          | Inter Europol Competition     | 4    | 1        | 0    | 0   | 3     | 90*   |      |
| 2023     | 24 Ore di Le Mans - LMP2            | Inter Europol Competition     | 1    | 0        | 0    | 0   | 0     | N/A   | 1°   |

* Stagione in corso.

### Risultati nel DTM
(legenda) (Le gare in grassetto indicano la pole position) (Le gare in corsivo indicano Gpv)
| Anno | Team                | Vettura            | 1   | 2   | 3   | 4   | 5   | 6   | 7   | 8   | 9   | 10  | 11  | 12  | 13  | 14  | 15  | 16  | 17  | 18  | Punti | Pos. |
| ---- | ------------------- | ------------------ | --- | --- | --- | --- | --- | --- | --- | --- | --- | --- | --- | --- | --- | --- | --- | --- | --- | --- | ----- | ---- |
| 2020 | Audi Sport Team WRT | Audi RS5 Turbo DTM | SPA | SPA | LAU | LAU | LAU | LAU | ASS | ASS | NUR | NUR | NUR | NUR | ZOL | ZOL | ZOL | ZOL | HOC | HOC | 20    | 16°  |
| 2020 | Audi Sport Team WRT | Audi RS5 Turbo DTM | 12  | 12  | 15  | 11  | 13  | 15  | 15  | Rit | 15  | Rit | Rit | 14  | 13  | 5   | 5   | Rit | Rit | 12  | 20    | 16°  |

### Risultati nel WEC
| Anno    | Squadra                   | Classe | Vettura  | SPA | ALG | MNZ | LMS | BHR | BHR |     | Punti | Pos. |
| ------- | ------------------------- | ------ | -------- | --- | --- | --- | --- | --- | --- | --- | ----- | ---- |
| 2021    | United Autosports         | LMP2   | Oreca 07 | 1   |     | 1   | 10  | 4   | 4   |     | 85    | 5°   |
| Anno    | Squadra                   | Classe | Vettura  | SEB | SPA | LMS | MON | FUJ | BHR |     | Punti | Pos. |
| 2022    | Inter Europol Competition | LMP2   | Oreca 07 | 14  |     | 14  |     |     |     |     | 0     | 29°  |
| Anno    | Squadra                   | Classe | Vettura  | SEB | ALG | SPA | LMS | MON | FUJ | BHR | Punti | Pos. |
| 2023    | Inter Europol Competition | LMP2   | Oreca 07 | 3   | 10  | 3   | 1   | 5   | 9   | 6   | 114   | 2°   |
| Legenda |                           |        |          |     |     |     |     |     |     |     |       |      |

* Stagione in corso.

### Risultati alla 24 ore di Le Mans
| Anno | Team                      | Co-Piloti                                  | Auto            | Classe      | Giri | Pos. | Classe Pos. |
| ---- | ------------------------- | ------------------------------------------ | --------------- | ----------- | ---- | ---- | ----------- |
| 2021 | United Autosports USA     | Philip Hanson Filipe Albuquerque           | Oreca 07-Gibson | LMP2        | 328  | 40°  | 18°         |
| 2022 | Inter Europol Competition | Pietro Fittipaldi David Heinemeier Hansson | Oreca 07-Gibson | LMP2        | 364  | 18º  | 14º         |
| 2023 | Inter Europol Competition | Albert Costa Jakub Śmiechowski             | Oreca 07-Gibson | LMP2        | 328  | 9º   | 1º          |
| 2024 | Nielsen Racing            | Kyffin Simpson David H. Hansson            | Oreca 07-Gibson | LMP2 Pro-Am | 291  | 25º  | 6º          |

### Risultati European Le Mans Series
| Anno    | Squadra                   | Classe | Vettura  | PAU | IMO | MON | BAR | SPA | POR | Punti | Pos. |
| ------- | ------------------------- | ------ | -------- | --- | --- | --- | --- | --- | --- | ----- | ---- |
| 2022    | Inter Europol Competition | LMP2   | Oreca 07 | 11  | 9   | 11  | 16  | 2   | 4   | 32    | 10°  |
| Anno    | Squadra                   | Classe | Vettura  | BAR | LEC | IMO | SPA | MUG | ALG | Punti | Pos. |
| 2024    | United Autosports         | LMP2   | Oreca 07 | 9   | 12  | 6   | 10  | 6   | 6   | 27    | 12°  |
| Legenda |                           |        |          |     |     |     |     |     |     |       |      |

*Stagione in corso.

### Risultati nell'IMSA
| Anno    | Team              | Classe | Auto            | 1     | 2     | 3   | 4   | 5     | 6     | 7     | Pos. | Punti |
| ------- | ----------------- | ------ | --------------- | ----- | ----- | --- | --- | ----- | ----- | ----- | ---- | ----- |
| 2022    | High Class Racing | LMP2   | Oreca 07-Gibson | DAY 9 | SEB 6 | LGA | HDO | WGI 4 | ROA 3 | PET 4 | 1225 | 10°   |
| Legenda |                   |        |                 |       |       |     |     |       |       |       |      |       |